# Verkförteckning för Bedřich Smetana

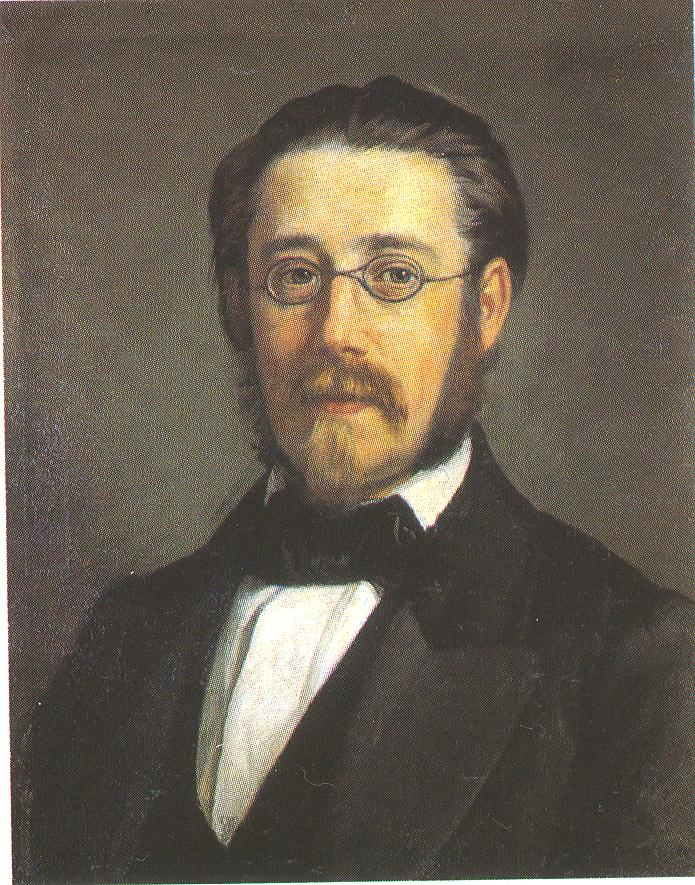
Bedřich Smetana. Porträtt utfört av Johan Per Södermark under Göteborgstiden (1858)

Detta är en förteckning över Bedřich Smetanas verk.

## Instrumentalmusik

### Orkesterverk

#### Symfoni
- Triumfsymfoni E-dur (Slavostní symfonie) 1853/55. Uruppförd: 1855

#### Symfoniska dikter
- Richard III op 11. 1858. Uruppförd: 1862
- Wallensteins läger op 14 (Valdštýnův tábor). 1859. Uruppförd: 1862
- Hakon Jarl op 16. 1861. Uruppförd: 1864
- Mitt fosterland (Má vlast) 1874/79. Uruppförd: 1882
  - 1. Vyšehrad 1864. Uruppförd: 1875.
  - 2. Moldau (Vltava) 1874. Uruppförd: 1875.
  - 3. Šárka. 1875. Uruppförd: 1 877
  - 4. Från Böhmens ängder och lundar (Z českých luhů a hájů) 2875. Uruppförd: 1876.
  - 5. Tábor 1878 Uruppförd: 1880.
  - 6. Blaník. 1879. Uruppförd: 1880

#### Uvertyrer och andra orkesterverk
- Bajadärgalopp (Galopp bajadérek). 1842?. Uruppförd: 1924
- Menuett B-dur ca 1845
- Uvertyr D-dur (Ouvertura). 1849. Uruppförd: 1849
- Till våra flickor (Našim děvám), polka. 1849? Uruppförd: 1849
- Doktor Faust, uvertyr till ett marionettspel av Matěj Kopecký. 1862. Uruppförd: 1862
- Oldřich och Božená (Oldřich a Božená), uvertyr till ett marionettspel av Matěj Kopecký. 1863. Uruppförd: 1863
- Högtidlig marsch vid Shakespearefesten (Pochod k slavnosti Shakespearově) 1864. Uruppförd: 1864
- Festuvertyr C-dur (Slavostní předehra) till grundstenen i Nationalteatern. 1868. Uruppförd: 1868
- Fanfarer till Shakespeares drama Richard III (Fanfáry) 1867. Uruppförd: 1867
- Fiskaren (Rybář) scenisk tablå efter en dikt av Johann Wolfgang Goethe. 1869. Uruppförd: 1869
- Libušas dom (Libušin soud) scenisk tablå efter Grünberghandskriften. 1869. Uruppförd: 1869
- Bondflickan (Venkovanka) polka. 1879. Uruppförd: 1879
- Pragkarneval (Pražký karneval). Introduktion och polonäs. 1883. Uruppförd: 1884

### Kammarmusik
- Fantasi över en tjeckisk visa (Fantazie na českou píseň) "Jag har sått bovete" för violin och piano. 1842/43. Uruppförd: 1924
- Pianotrio g-moll op 15. 1855. Uruppförd: 1855
- Stråkkvartett nr 1 e-moll. "Ur mitt liv" ("Z mého života"). 1876. Uruppförd: 1879
- Från min hembygd (Z domoviny), två duor för violin och piano. 1880. Uruppförd: 1880
- Stråkkvartett nr 21 d-moll. 1882/83. Uruppförd: 1884

### Orgelmusik
- 6 preludier (Lento, Grave, Pastorále Moderato, Andante, Moderato, Andante)

### Pianomusik

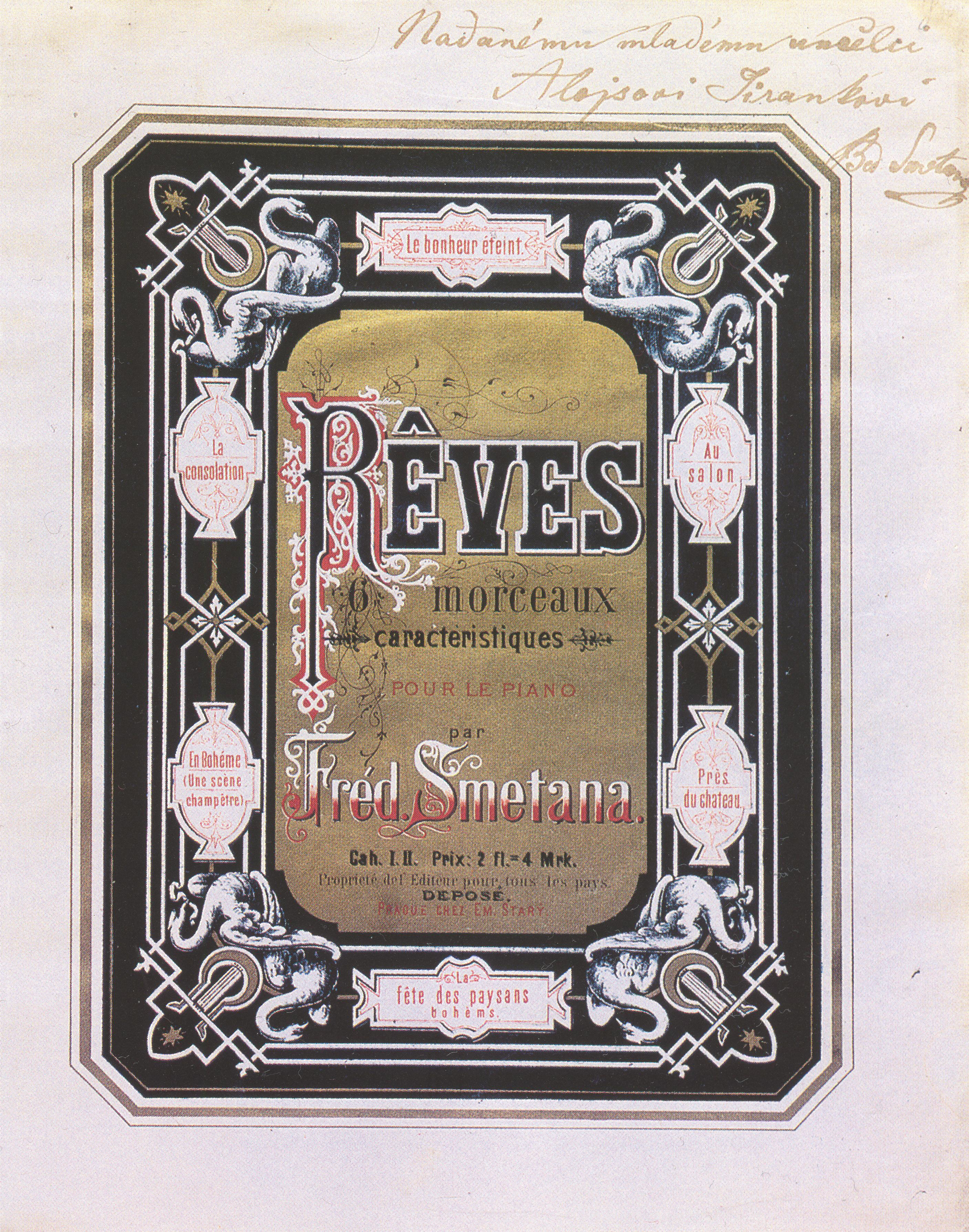
Nothäfte med pianomusik.

#### Verk för 4—8 händer
- Uvertyr c-moll, 4 händer
- Uvertyr A-dur, 4 händer
- Sonat e-moll i en sats för 2 pianon 8 händer. 1849
- Rondo C-dur för 2 pianon 8 händer. 1851

#### Verk för två händer
- Kort galopp (Kvapíček) D-dur. 1831?
- Louises Polka. 1840
- Cid, Ximena. Två stycken
- Dahliapolka (Jiřinková). 1840
- Galopp di bravoura. 1840
- Impromptus (ess-moll, h-moll, Ass-dur) 1841-42
- Ur en students liv (Ze studenského života) polka C-dur. 1842, reviderad 1958
- Quadrille I B-dur c 1843, Quadrille II F-dur. 1843
- Duo utan ord (Duo beze slov). 1843
- Souvenir från Plzeň (Vz pomínka na Plzeň) polka Ess-dur. 1843
- Mazurka Capriccio ciss-moll. 1843 Vals (Valčíky) i fem delar. 1844
- Albumblad. 1844-45.
  - 1. Moderato H-dur, 2. Allegro Ass-dur, 3. Agitato E-dur, 4. Albumblad c-moll, 5. Lento ess-moll
- Bagateller och Impromptus (Bagately a impromptus). 1844.
  - 1. Oskuld, 2. Ängslan, 3. Idyll, 4. Längtan, 5. Lycka, 6. Saga, 7. Kärlek, 8. Gräl
- Studieverk. 1845—46
  - 1. Komposition C-dur, 2. Sorgmarsch, 3. Komposition C-dur. 4. Notturno Ess-dur, 5. Komposition c-moll, 6. Vivace F-dur, 7. Etyd C-dur
- Sonat g-moll. 1846
- Rondo F-dur, Marsch c-moll.
- Pensée fugitive (Andante). 1845
- 2 Etyder, a-moll, C-dur. 1846
- Karaktärsvariationer över den tjeckiska folkvisan "Jag sådde bovete" ("Sil jsem proso"). 1846
- Polka Ess-dur. 1846
- Karaktärsstycke Cess-dur. 1847
- 6 Karaktärsstycken op 1 (6 Charakteristických skladeb). 1847—48
  - 1. I skogen, 2. Uppflammande lidelse, 3. Herdinnan, 4. Längtan, 5. Kämpen, 6. Förtvivlan
- Marsch för Prags studentlegation (Pochod pražské studentské legie). 1848
- Marsch för Nationalgardet (Pochod Národní gardy). 1848
- Romans B-dur. 1848
- Caprice g-moll. 1848
- 6 Albumblad op 2 (Lístky do památníku). 1849
  - 1. Preludium C-dur (Allegro), 2. Chanson a-moll (Moderato), 3. Vivace g-moll, 4. Allegro comodo e-moll, 5. Moderato con anima D-dur, 6. Andante ma non troppo b-moll
- Andante Ess-dur. 1849
- 6 Albumblad. 1849
  - 1. Albumblad h-moll (Allegro), 2. Allegro non tanto G-dur, 3. Albumblad g-moll, 4. Albumblad b-moll, 5. Albumblad essmoll, 6. Toccatina, vivace B-dur
- Albumblad B-dur (Allegro ma non troppo) ur hertiginnan Elisabeth Thuns album. 1849
- Albumblad op 3. 1849
  - 1. Till Robert Schumann E-dur, 2. En vandrares sång A-dur, 3. Här hörs buller och väsande och vinande
- Skisser (Črty) op 4. 1849
  - 1. Preludium (Allegro) fiss-moll, 2. Idyll (Moderato ma non troppo) H-dur, 3. Minne (Andante) Ass-dur, 4. Ihärdig strävan (Moderato) giss-moll
- Skisser (Črty) op 5. 1849
  - 1. Scherzo-polka (Allegramente) Fiss-dur. 2. Melankoli (Allegretto) giss-moll, 3. Ett inbjudande landskap (Moderato) Dess-dur, 4. Rapsódi (Vivace ed energico) f-moll
- Bröllopsscener (Svatební scény). 1849
  - 1. Bröllopsfölje (Tempo di marcia), 2. Brud och brudgum (Duo. Allegretto ma non troppo), 3. Bröllopsfest (Allegro vivo)
- Allegro capriccioso h-moll. 1849
- Skogskänslor och intryck (Lesní city a dojmy). 1949-50 (Impromptu i f-moll med undertiteln Nocturne)
- Melodiskatter (Poklad melodií). 1850 Polka E-dur. ca 1852—53 Polka g-moll, ca 1852—53 Polka A-dur, ca 1852-53 Polka Fiss-dur, Polka C-dur
- 3 Salongspolkor op 7 (Tři salonní polky)
  - 1. Fiss-dur, 2. f-moll, 3. E-dur). 1854
- 3 poetiska polkor op 8 (Tři poetické polky).
  - 1. Ess-dur, 2. g-moll, 3. Ass-dur) 1854
- Polka f-moll, ca 1854
- Der Neugierige (Zvědavý) transkription av Franz Schuberts sång (ur Die schöne Mullerin). 1858
- Balvision (Vidění na plese) balscen i form av en polka. 1858 Konsertetyd C-dur
- Macbeth och häxorna (Macbeth a čarodějnice). 1859
- Bettinas polka C-dur (version 1). 1859
- Minnen från Böhmen i form av polkor (Vzpomínky na Čechy ve formě polek). 1859-60
  - Op 12: 1. a-moll, 2. e-moll.
  - Op 13: 1. c-moll, 2. Ess-dur
- Vid stranden (Minne av Sverige) (Na břehu mořském). Konsertetyd giss-moll op 17. 1861
- Albumblad för Marie Proksch C-dur 1862
- Konsertfantasi på tjeckiska folkvisor (Koncertní fantazie) C-dur 1862
- Drömmar (Sny) 1875.
  - 1. La Bonheur éteint (Förgången lycka), p 2. La consolation (Tröst), 3. En Bohème. Scène champêtre (I Böhmen. Lantlig scen), 4. Au Salon (I salongen), 5. Près du château (Framför borgen), 6. La Fête des Paysans bohèmiens (Skördefest)
- Tjeckiska danser (České tance)
  - Del 1: Polkor.
    - 1. fiss-moll, 2. a-moll, 3. F-dur, 4. B-dur. 1877

  - Del 2. 1879
    - 1. Furiant, 2. Hönan, 3. Havren, 4. Björnen, 5. Löken, 6. Stampdans (Dupák), 7. Lanciären, 8. Varannanstegsdans (Obkročáh), 9. Granndans (Sousedská), 10. Hoppdans (Skočná)
- Bondkvinnan (Venkovanka) 1879. Se orkestermusik!
- Andante f-moll. 1880 Romans g-moll. 1881
- Bettinas polka C-dur. reviderad 1883

## Vokalmusik

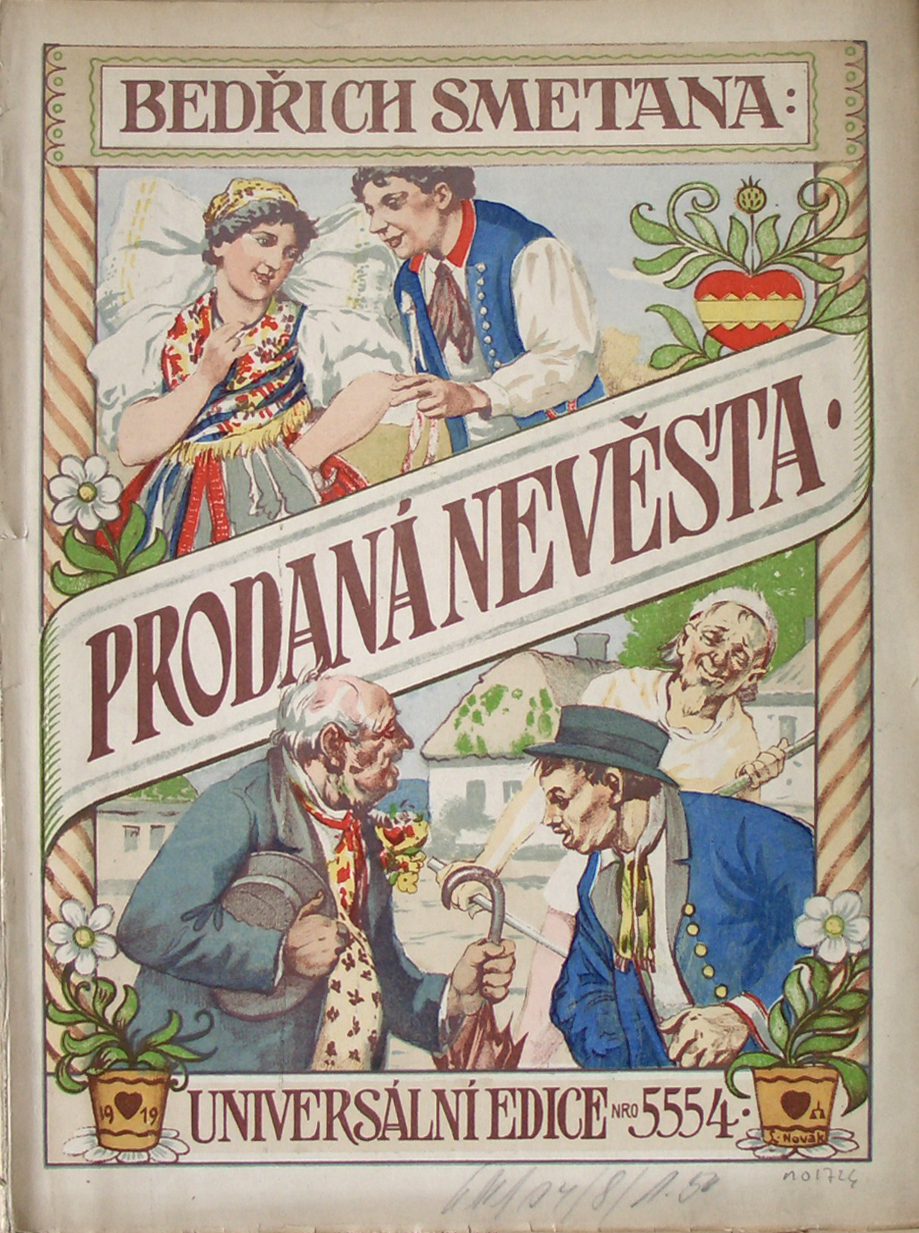
Omslag till nothäfte med Brudköpet 1919.

### Operor
- Brandenburgarna i Böhmen (Braniboři v Čechách). Opera i tre akter. Text: Karel Sabina. 1862/63. Uruppförd: 1866
- Brudköpet (Prodaná nevěsta). Opera i tre akter. Text: Karel Sabina. 1864/66. Uruppförd: 1866 (i slutgiltig form 1870)
- Dalibor. Opera i tre akter. Text: Josef Wenzig, Ervín Špindler. 1866/67. Uruppförd: 1868
- Libuše. Opera i tre akter. Text: Josef Wenzig, Ervín Špindler. 1869/ 72. Uruppförd: 1881
- De två änkorna (Dvě vdory). Komisk opera i två akter. Text: Emanuel Zungel efter F. Mallefille. 1873/74. Uruppförd: 1874 (i slutgiltig form 1878)
- Kyssen (Hubička). Opera i två akter. Text: Eliška Krásnohorská. 1875/76. Uruppförd: 1876
- Hemligheten (Tajemství). Komisk opera i tre akter. Text: Eliška Krásnohorská. 1877/78 Uruppförd: 1878
- Djävulens mur (Čertova Stěna). Komisk-romantisk opera i tre akter. Text: Eliška Krásnohorská. 1879/82. Uruppförd: 1882
- Viola. Fragment av komisk opera. Text: Eliška Krásnohorská efter Shakespeares Som ni behagar. 18727/84. Uruppförd: konsertant 1900, sceniskt 1924

### Körverk
- Scapulis suis och Meditabitur, offertorier för blandad kör, orgel och orkester över psaltartexter. Studieverk.
- Helig, Helig (Heilig, Heilig), tysk mässtext för blandad kör. Studieverk.
- Frihetssång (Píseň svobody). Text: Josef Juří Kolář. Blandad kör med piano.
- Tjeckisk sång (Česká píseň). Text: Jan Jindřich Marek.
  - 1. För manskör 1860
  - 2. För blandad kör och piano 1868, Uruppförd: 1870
  - 3. För blandad kör och orkester 1878. Uruppförd: 1880
- Tre ryttare (Tři jezdci). Text: Jiljí Vratislav Jahn. Manskör. 1862. Uruppförd: 1863
- Avfällingen (Oprodilec). Två olika sättningar. Text: Ambrož Met-liňský. 1863. Uruppförd: 1864
- Bondens sång (Rolnická). Text: Václav Trnobranský. Manskör 1868. Uruppförd: 1869
- Festkör (Slavostní sbor). Text: Emanuel Ztingel. Manskör 1870. Uruppförd: 1870
- Sång på havet (Píseň na moři). Text: Vitězslav Hálek. Manskör 1877. Uruppförd: 1877
- Tre damkörer (Tři ženské sbory).
  - 1. Min stjärna. Text: Bedřich Peška
  - 2. Svalorna har kommit. Text: Josef Václav Sládek
  - 3. Solnedgången. Text: Josef Václav Sládek, ca 1880
- Tillägnan (Věno). Text: Josef Srb-Debrnov. Manskör 1880. Uruppförd: 1881
- Bön (Modlitba). Text: Josef Srb-Debrnov. Manskör 1880. Uruppförd: 1907
- Två valspråk (Heslo I, Heslo II) Text: Josef Srb-Debrnov. Manskör 1883. Uruppförd: 1883
- Vår sång (Naše píseň). Text: Josef Srb-Debrnov. Manskör. 1883. Uruppförd: 1924

### Sånger
- Tidiga sånger (Přímí písně) sång och piano 1846-48
  - 1. Liebchens Blick. Text: B Breiger. 2. Lebewohl! Text: Wilhelm Melhop. 3. Schmerz der Trennung. Text: Christoph Martin Wieland. 4. Einladung. Text: Johann Georg Jacobi. 5. Liebes-friihling. Text: Friedrich Ruckert
- Sång till tragedin "Baron Görtz" (Píseň do tragédie Baron Goertz). Text: Emanuel Bozdéch. 1867
- Kvällssånger (Večerní písně). Text: Vítězslav Hálek. 1879. Uruppförd: 1880
  - 1. Den som kan spela på gyllne strängar. 2. Stenen icke profes-terna 3. Jag drömde. 4. Å, så glatt det är i dansen 5. Av mina sånger gör jag dig en tron